# Peshtigo, Wisconsin
Peshtigo là một thành phố thuộc quận Marinette, tiểu bang Wisconsin, Hoa Kỳ. Năm 2000, dân số của thành phố này là 3474 người.